# Bahnhof Berlin Karower Kreuz
Der Bahnhof Berlin Karower Kreuz ist ein Projekt eines Turmbahnhofs in Berlin. Er soll an der Kreuzung der Stettiner Bahn mit dem Berliner Außenring im Bezirk Pankow auf der Grenze der Ortsteile Blankenburg und Karow liegen.

## Geschichte
Die Idee für einen Turmbahnhof an dieser Stelle stammt schon aus den 1990er Jahren, im September 2003 wurde das Planfeststellungsverfahren eröffnet. Aufgrund anderer Planungen und wegen der schlechten finanziellen Situation setzte der Berliner Senat das Planfeststellungsverfahren 2011 aus. Im Januar 2016 lagen die geplanten Baukosten bei 10,9 Millionen Euro. Nach Wiederaufnahme wurde der endgültige Planfeststellungsbeschluss zunächst für das Jahr 2017 erwartet. Der Bau ist in der 2020[veraltet] beginnenden Periode der Leistungs- und Finanzierungsvereinbarung  (LuFV) des Bundes mit der Deutschen Bahn vorgesehen und kann abhängig vom Baufortschritt an den Fernbahngleisen der Stettiner Bahn beginnen. Nach Erteilung des Baurechts wird von einer Bauzeit von drei Jahren ausgegangen. Im Jahr 2018 wurde über einen Baubeginn im Jahr 2026 diskutiert. Der Berliner Bezirk Pankow, in dem das Karower Kreuz liegt, lehnt das Projekt dagegen ganz ab und befürwortet stattdessen die Errichtung eines Regionalbahnhofs in Berlin-Buch. Bei der Freigabe der zweigleisigen Fernbahn am Kreuzungsbauwerk „Berliner Außenring“ im Oktober 2021 ging Verkehrsstaatssekretär Ingmar Streese von einer Ergänzung von Bahnsteigen erst zum Ende des Jahrzehnts aus.

## Planungsideen
Ideen für den Bahnhofsbau sehen vor, auf der Stettiner Bahn, die die obere Ebene des Turmbahnhofs bildet, einen Mittelbahnsteig und zwei Außenbahnsteige zu errichten. Dabei sollen an den Außenbahnsteigen jeweils das Fernbahngleis in Richtung Bernau und das S-Bahn-Gleis in Richtung Pankow vorbeigeführt werden. Am Mittelbahnsteig ergibt sich somit eine direkte Umsteigemöglichkeit zwischen der S-Bahn und der Regionalbahn. Auf der unteren Ebene könnten zwei Außenbahnsteige errichtet werden, die die Gleise des Berliner Außenrings bedienen.
Das neue Brückenbauwerk der Stettiner Bahn über den Außenring wurde im Oktober 2018 fertiggestellt, noch ohne Bahnsteige. Es wurde Platz gelassen für einen Mittelbahnsteig und zwei Seitenbahnsteige oben an der Stettiner Bahn und für zwei Seitenbahnsteige unten. Es wurden keine vorbereitenden Maßnahmen für die Verlängerung der S-Bahn von Wartenberg vorgesehen. Das zweite Gleis der Fernbahn auf der Brücke wurde erst 2021 fertiggestellt, da zuvor der nördlich anschließende Bahnhof Karow umgebaut werden musste.
Es könnten die Regionallinien RE 3, RB 12 und RB 27 halten. An den oberen Bahnsteigen könnte die Linie S2 der Berliner S-Bahn halten. Völlig unklar ist die Einbindung der jetzigen Linie S8, die bisher südwestlich am Kreuzungspunkt vorbeifährt.
Die BVG prüft (Stand November 2020) den Aufbau der Expressbuslinie X59 vom Karower Kreuz über Französisch Buchholz, Schönholz, den Wedding bis zur Osloer Straße.